# 戊戌六君子
戊戌六君子是指清代光緒二十四年（1898年，農曆戊戌年）慈禧太后在戊戌政變時所逮捕並斬首的六名變法派人士，分別為譚嗣同、林旭、楊銳、楊深秀、劉光第與康廣仁。

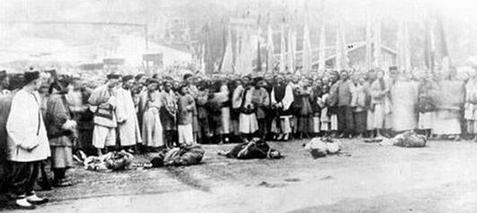
戊戌六君子血溅菜市口

1898年9月21日，慈禧太后與直隸總督榮祿發動政變，囚禁了光緒帝，同時逮捕了譚嗣同六人等，刑部尚書趙舒翹奏曰：「此等亂臣賊子，殺無赦，何必問供。」9月28日，六君子在未經刑部審訊的情況下，被慈禧太后下令押到北京菜市口法場斬首。被處斬的順序是：康廣仁、楊深秀、楊銳、林旭、譚嗣同、劉光第。

## 六君子之被捕及遇害[1]
- 八月初九日（9月24日），上諭令逮捕楊銳、林旭、譚嗣同、劉光第等人。同日繆潤紱上折攻擊楊銳等軍機四卿阻礙言路，蒙蔽光緒帝[2]。
- 八月初十日（9月25日），楊銳、劉光第、林旭、譚嗣同等七人被由步軍統領衙門解交刑部，分別監禁[3]。是日，盛宣懷致電張之洞[4]，報告楊銳等人被捕的消息[5]。張之洞立即致電當時在北京的湖北臬台瞿廷韶，請其懇求王文韶、裕祿等設法解救楊銳[6]，同時，又致電盛宣懷，讓其轉電王文韶等人[7]。同時四川京官亦打算救楊、劉，均未奏效[8]。
- 八月十三日（9月28日），國子監司業貽穀請奏：毋庸審訊，立即正法；此摺正中慈禧心意。满人貽穀時乃榮祿、剛毅、徐桐之親信，為漢相張之洞、王文韶所憎。由是，楊銳等六人被殺，史稱「戊戌六君子」。本日刑部擬對六人進行審訊，主持此事的慶親王奕劻與鐵良、陳夔龍商議，主張對六人分別審訊，認為楊銳、劉光第品行、學問均好，羅織一廷，殊非公道[9]。在刑部各官員準備審訊楊銳等人時，忽然奉命將六人直接從監獄提出，押赴刑場，時任軍機大臣的廖壽恆想通過王文韶，與剛毅、裕祿商議挽回，但未成功，他認為楊銳、林旭、劉光第均系被冤殺[10]。臨刑前，楊銳勸劉光第跪下聽旨[8]，並多次質問自己的罪名，被監斬官剛毅拒絕。就刑時，血噴出了一丈多（300公分）[11]。楊銳就刑後，縫合屍體費銀七百五十兩[12]，由四川同鄉李徵庸出資。靈柩寄居清字庵（又稱清慈寺），前來祭奠者多人[13]。

## 六君子之昭雪[1]
- 宣統元年（1909年）八月十二日（9月25日），楊銳之子楊慶昶詣都察院，將密詔上繳，請昭雪楊銳。八月十七日，都察院上奏，請宣布德宗手詔編入實錄，奉旨：留中。[14]。
  - 時趙熙為江西道監察御史，告知摯友京畿道監察御史趙炳麟，速台長代奏，其則別折專奏，請宣付史館，皆不報。監國攝政王醇親王載灃告訴尚書戴鴻慈：『先帝詔不敢秘，但明發上諭，則為悖慈禧，乖國體』。[15]
- 宣統二年（1910年），資政院又提案請昭雪楊銳，全院贊成，但被政府擱置。[16]

請昭雪楊銳等提案文

伏維德宗景皇帝以天亶之姿，洞觀世燮，憤積重之難反，思拜日以兼營。然於乾健震奮之中，仍復慮出萬全，求無拂孝欽顯皇后慎重之心，以蘄造中國無疆之福。只以楊銳等登進之驟，著任之隆，取忌同朝，構成疑獄。致使先帝之苦心豫順傳說失真。雖兩宮慈孝交孚，終於同揆，而當時先帝以事與願違，憂勤成疾，至不獲親見憲政之成。宜乎薄海臣民，哀感涕泣，不能自已也。我皇上繼述方殷，闡揚為亟。擬靖明降諭旨，將楊慶昶所繳德宗景皇帝手詔宣布中外，昭示萬世臣民，並纂入實錄，以成信史。至楊銳等竭忠致身，沉冤未白，可否降旨昭雪，援照許景澄等開復原官，加恩贈恤，以慰忠魂而饜眾論。本股員等全體議決，意見相同，應請議長諮詢本院決議具奏。特此報告。
 — 陈宝琛， 沧趣楼文存
- 宣統三年（1911年）九月十三日（11月3日），陸軍第二十鎮統制張紹曾奏請赦免黨人（為該奏摺第七條關於國事犯之黨人一體特赦擢用），奉旨：赦免戊戌以來的黨人。
- 民國三年（1914年），四川省民政長陳廷傑呈請政府昭雪楊銳、劉光第等六君子。北洋政府同意交內務部從優獎恤，以昭激勸[18]，令在北京建立祠堂祭奠，並將事蹟宣付清史館立傳。自此，戊戌六君子死後16年，他們得以平反昭雪。

## 時人之議論[19]
在北京有六個青年的改革家為那位殘忍暴虐的老太后……所殺害，但他們個個都具有捨身成仁的意志。我們常常對中國表示灰心和絕望，但是任何一個國家能產生像這樣一些烈士，是沒有理由對他絕望的。「殉道者的鮮血是教會的種子」。同樣地，這六個青年的鮮血也將是新中國的種子，他們的名字是應當被記住的，因為總有一天，他們會享受崇高的榮譽……他們並不是沒有職務的文人，到北京來謀生活，因而抓住維新理論作為進身之階，而都是——除康廣仁外——高級官吏，居於負責地位的。最近慈禧太后在北京所處死的六個青年，無疑地，歷史將以愛國者的名義給予他們，因為他們是為國家的利益而貢獻了自己的性命。他們來到北京並不是希求高官顯爵，以便搜刮人民而自肥，而是以發動和平的維新改革為唯一目的。……六君子對孔教的正道，也同樣具有熱情。他們相信孔子的教義，他們也相信中國，但他們不相信慈禧太后以及贊襄她的那一伙人。由於這個原故，禍根便種下了。他們膽敢為自己著想，而且用孔子的教訓來辯護人民的神聖權利。在一群自私自利的官僚中，他們可算是忠君愛國的典型人物，當然，我們並不認為他們的一切計劃都聰明，但他們的動機是高貴的，他們的光榮因此也是不朽的。中國野蠻地謀殺了他的第一批愛國青年……中國所需要的是青年的血液，而我們在康有為和他的死義的諸同僚的例子中，看到這種旺盛的精神是充沛的，我們引以為慰。唯一的遺憾是，這些人竟犧牲在一個非正義的反對勢力的酷刑之下。但我們可以斷言，這些人的精神是繼續存在很多人中間的，改革一日不完成，他們不會一日休止。
 — 《字林西報》

## 六君子被捕原因
根據梁啟超的查證，六君子被捕，各有其原因：
- 楊銳及劉光第乃康有為的得力助手，慈禧太后的助手榮祿亦恨他們最深，自然要求慈禧太后最先拿下他們。
- 譚嗣同不想像漢朝張儉一樣，四處望門投止而連累志士與好友。他亦希望以血喚醒國人變革的希望，故一心求死，拒絕逃亡。他步往刑場時，作《絕命辭》一首：「有心殺賊，無力回天。死得其所，快哉快哉。」
- 林旭於慈禧太后軟禁光绪後，為報光绪帝知遇之恩，不顧安危，向慈禧太后力諫，保存光绪。最後惹至慈禧太后大怒，被擲入黑獄。
- 康廣仁係康有為之弟。康有為及梁啟超逃亡時，來不及通知康廣仁，最後廣仁在南海會館被捕。康廣仁雖在戊戌變法中只負責辦報，但因為是康有為親弟，所以慈禧太后要以弟代兄罪，把康廣仁押到菜市口問斬。
- 楊深秀於五人下獄後，感五人年輕有為，不應就此死去，於是為五人向慈禧太后求情。楊深秀正直不阿，竟演變成要求慈禧太后將权力交還光绪帝的爭論，最後亦為此賠上性命。